# Ruta Gerulaitis
Ruta Gerulaitis (New York, 18 novembre 1955) è un'ex tennista statunitense.
Anche suo fratello Vitas è stato un tennista.

## Carriera
In carriera ha raggiunto una finale nel singolare al Virginia Slims of Central New York nel 1976. Nei tornei del Grande Slam ha ottenuto il suo miglior risultato raggiungendo i quarti di finale nel singolare all'Open di Francia nel 1979 e di doppio misto agli US Open nel 1975, in coppia con suo fratello.

## Statistiche

### Singolare

#### Finali perse (1)
| Numero | Anno           | Torneo                                         | Superficie | Avversaria in finale | Punteggio     |
| 1.     | 22 agosto 1976 | Virginia Slims of Central New York, Monticello | Cemento    | Beth Norton          | 6-1, 5-7, 3-6 |